# Wiota
Wiota és una població dels Estats Units a l'estat d'Iowa. Segons el cens del 2000 tenia 149 habitants.

## Demografia
Segons el cens del 2000, Wiota tenia 149 habitants, 67 habitatges, i 44 famílies. La densitat de població era de 179,8 habitants/km².
Dels 67 habitatges en un 29,9% hi vivien nens de menys de 18 anys, en un 47,8% hi vivien parelles casades, en un 9% dones solteres, i en un 34,3% no eren unitats familiars. En el 26,9% dels habitatges hi vivien persones soles l'11,9% de les quals corresponia a persones de 65 anys o més que vivien soles. El nombre mitjà de persones vivint en cada habitatge era de 2,22 i el nombre mitjà de persones que vivien en cada família era de 2,59.
Per edats la població es repartia de la següent manera: un 22,1% tenia menys de 18 anys, un 8,7% entre 18 i 24, un 28,9% entre 25 i 44, un 26,2% de 45 a 60 i un 14,1% 65 anys o més.
L'edat mediana era de 39 anys. Per cada 100 dones de 18 o més anys hi havia 118,9 homes.
La renda mediana per habitatge era de 29.167 $ i la renda mediana per família de 28.750 $. Els homes tenien una renda mediana de 20.250 $ mentre que les dones 19.792 $. La renda per capita de la població era de 15.994 $. Entorn del 16,3% de les famílies i el 20,3% de la població estaven per davall del llindar de pobresa.

## Poblacions més properes
El següent diagrama mostra les poblacions més properes.